# 진화생물학

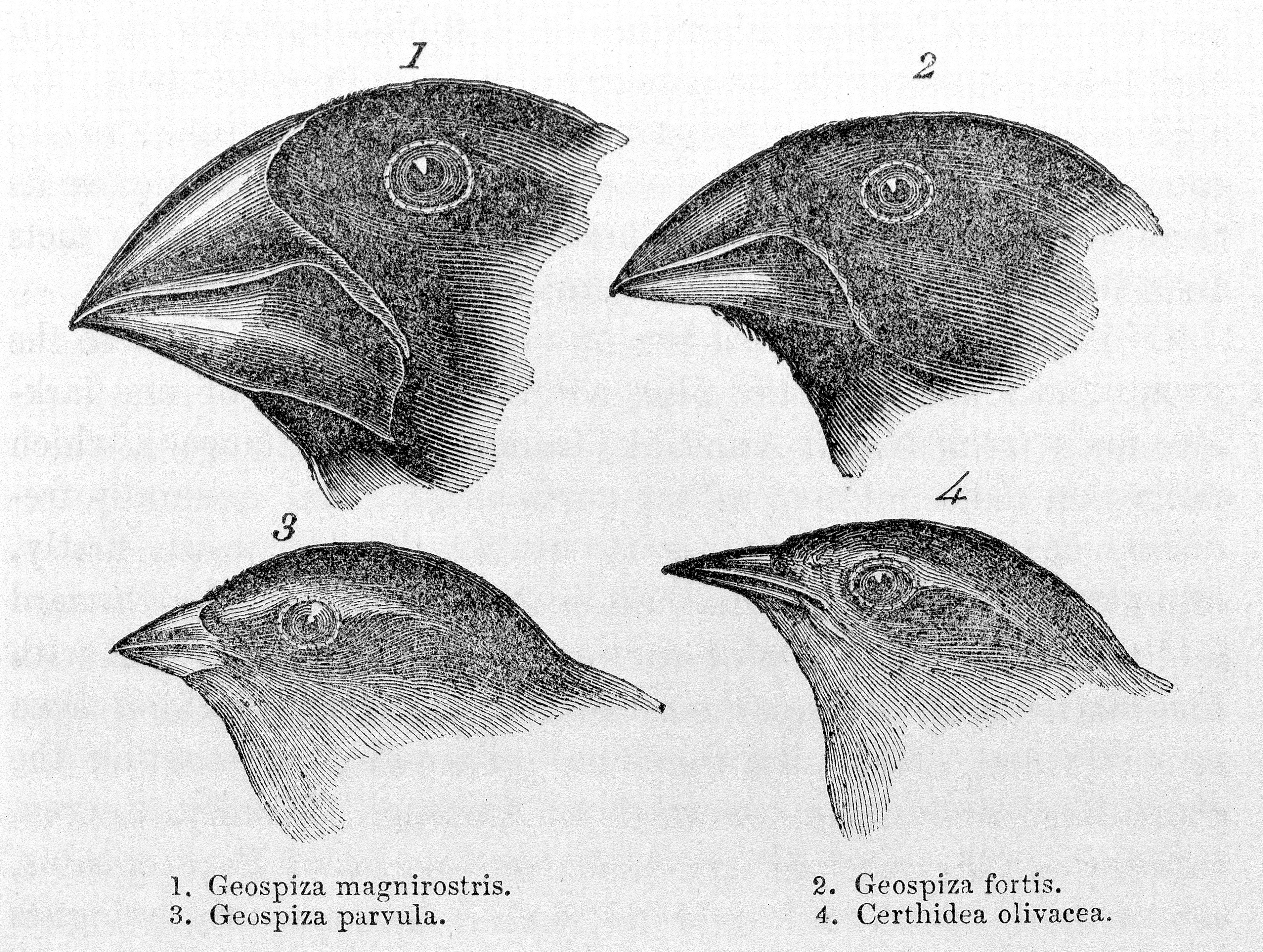

진화생물학(進化生物學)은 문자 그대로 지구 상의 생물의 진화를 연구하는 학문으로서, 현대 생물학의 가장 기본이 되는 분과중의 하나이다. 진화란 생물의 다양성을 형성해가는 과정을 뜻하며, 그 과정을 연구하는 것이 진화생물학의 핵심이다. 진화학이란 생명의 역사에 관한 학문으로, 그 시작은 찰스 다윈의 진화론으로 볼 수 있다. 현재는 진화가 관찰되는 사실이라는 것이 밝혀진 상태이며, 진화의 속도와 방향을 결정하는 요인에 대한 연구가 활발히 이루어지고 있다.
진화는 생물의 역사만을 다루므로 생명의 기원은 화학진화라는 다른 분야에서 다루고 있다. 진화생물학은 화학진화를 포함하지 않는 것이 일반적이며, 이는 종종 오해를 낳지만, 화학진화는 생화학의 분야로서 진화생물학과는 매우 다른 방식으로 연구가 진행된다.

## 생물 진화의 설명
진화(evolution)는 포괄적으로는 생명의 변화를 말한다. 과거와 현재의 생명체가 어떻게 다른가를 설명하고 왜 달라졌는가를 설명하는 분야가 진화론이라고 할 수 있다.
진화에 대한 이해를 위해서는 다음과 같은 핵심적인 내용을 먼저 짚고 넘어갈 필요가 있다.
1. 진화는 발전이 아닌 다양성의 방향으로 이루어진다 : 생물이 진화했다(evolve)는 것은, 생물이 이전보다 나아졌다(Progress)는 뜻이 아니다. (생물이 지금까지 자손을 남겼다 + 과거의 조상과는 달라졌다.)라고 봐야 한다. 이 과정에서 기능의 추가는 물론 삭제도 일어나며, 복잡해지는 과정도 있으나 간단해지는 과정도 존재한다. 진화를 진보와 혼동하는 것은 가장 대표적인 오해이다. 또 다른 대표적인 오해는 진화했다, 라는 표현이 대표적이다. 생물은 진화를 선택하지 않는다. 같은 종의 다양한 유전자 군에서 자연이 특정 환경에 더 많은 후손을 남기는 유전자를 선택함이 진화로 나타난것이다. 다시 말해 자연이 주체이고 종은 객체이다. 자연이 선택하는 것이지, 각 개체, 혹은 종이 선택하는 것이 아니라는 의미이다. 따라서 어떤 종이 어떻게 진화했다는 말은 잘못된 표현이다. 영어로는 몰라도 한국어로는 진화를 당했다고 해야 그나마 정확한 의미에 가깝다.
2. 종 개념을 명확히 한다 : 우리가 말하는 분류학의 종(species) 개념은, 상식적으로 우리가 생물을 나누는 기준과는 다른 개념이며, 이 개념 또한 상당히 불분명하다는 것을 기억해 두어야 한다. 과거 종을 나누는 기준은 외부 형태가 일반적이었으나, 현재는 유전자를 기반으로 분류하고 있다. 사자와 호랑이는 명백히 다른 종이나 서로 간에 (생식능력이 없는) 새끼를 낳을 수 있고, 세인트버나드와 치와와는 같은 종이지만 크기의 차이로 인해 자연상태에서는 서로 간에 새끼를 낳을 수 없다.
3. 자연선택 : 자연선택은 특정 자연환경이 적합한 개체 혹은 집단을 선택한다는 개념이다. 적합성(Fitness)이 가장 높은 개체나 집단을 자연이 선택하며, 적합성은 주로 생존율과 번식율의 함수로 표현된다.
4. 시간 : 진화는 시간이 지남에 따라 일어나는 현상이며, 이 '시간' 개념은 인간이 이해하기에는 적절하지 못한 단위가 대부분이다. 5만 년은 일반적으로 진화 또는 지질변이에서 '대단히 빠른' 시간단위가 될 수 있으며, 그럼에도 불구하고 사람이란 종이 겪는 5만 년과 한 사람의 뱃속에서 살아가는 대장균에게 숙주의 일생은 진화라는 관점에서 거의 동일한 기간이 될 수 있다.
5. 개체군 : 진화는 개체 수준에서 일어나는 것이 아닌, 종 집단 수준에서 세대를 이어가며 일어나는 현상이다. 개체는 사라질 수 있으나, 유전자의 변이는 집단 속에 남게 된다.
6. 인류와 대장균은 같은 수준의 진화적 산물이다 : 대장균보다 발전한 것이 인류가 아니며, 다른 생명보다 우월한 생명이란 개념은 의미가 없다. 계통도에서 상위와 하위는 존재하지 않으며, 분류상 복잡하고 간단한 것은 있으나 복잡한 것이 단순한 것보다 나은 것도 아니고 그 반대도 아니다.

과거에는 다음과 같은 의문점들이 존재했다고 알려져 있었다
- 간단한 원시생명체에서 다양한 구조를 가진 복잡한 세포생명체가 형성되는 과정
- 단세포 생물에서 다세포 생물이 생겨나는 과정

그러나 현대에는 유전적 정보증가, 즉 다양성의 증가와 군체 형성 등으로 이미 해결된 부분이다. 일반적으로, 생물의 진화과정은 다음과 같이 설명된다.
- 다양한 유전적 변이가 유전자 집단 내에 축적된다.
- 환경의 변화로 인한 압력이 가해지는 과정에서, 유전적 변이에 의한 집단 내의 선택이 이루어진다.
- 긴 시간동안의 선택 결과, 유전자 집단 내의 유전적 변이가 원래 집단과 구분할 수 있을 정도로 뚜렷하게 달라진다.

이 과정은 일반적으로 동일한 시간 단위 안에서 이루어지지는 않으며, 급격한 외부 요인은 진화를 가속한다는 것이 화석을 통해 알려져 있다. (캄브리아기 생물 대폭발 (cambrian explosion), 페름기 및 백악기 대멸종 등)

## 진화를 이해하기 위한 개념 설명

### 자연 선택
다양한 유전자를 갖고 있는 유전자 집단에서는 특정한 환경 아래에서 유리한 유전자와 그렇지 않은 유전자가 있을 수 있다. 만일 '유리한 유전자'가 그 유전자를 가진 개체의 생존 및 번식능력에 영향을 줄 수 있다면, 다음 세대의 유전자 집단에는 '유리한 유전자'의 수가 더 많아질 것이다. 이때 '유리한 유전자'가 '자연 선택(natural selection)'되었다고 말할 수 있다.
이때 '유리한 유전자'란, 단순히 자손을 많이 남기는 데 유리한가 그렇지 않은가에 따라 결정된다. 비록 개체에는 해를 끼치는 유전자일지라도 자손을 남기는 데 유리하다면 그것은 자연 선택에 유리한 유전자이다.
이 개념은 멘델의 우열 개념과 함께 자주 오용되어 왔으므로 이해할 때 주의해야 한다. 또한 라마르크스가 주장한 것으로 유명한 용불용설과 획득형질 유전설과는 다른 계념이다. 자연 선택은 무작위적 선택이 강조되지만 그것과 다르게 용불용설은 무언가를 하고 싶은 의지대로 진화해 간다는 생각이므로 다른 개념이라 볼 수 있다. 그렇다고 용불용설을 완전히 틀렸다고 보는 것은 잘못되었을 수 있다. 

### 돌연변이
유전자는 바뀔 수 있다. 이미 알려진 바와 같이 방사선, 화학물질, 단순한 복사과정의 실수 등에 의해 유전자가 바뀔 수 있으며, 이러한 유전적 변이는 외부의 압력 - 선택압 - 이 가해지지 않는 한 유전자 집단 안에 계속 축적된다. 돌연변이는 해로울 수 있으며, 생명체는 이러한 돌연변이로부터 자신을 보호하기 위해 다양한 세포 내 복구장치 및 발생 과정에서의 안전장치를 마련하고는 있으나, 확률적인 문제로 돌연변이는 계속 축적된다.

### 종의 분화
돌연변이로 축적되는 유전자 집단 내의 유전적 다양성은 자연선택의 도움으로 세대가 지날수록 앞 세대와는 다르게 바뀐다. 또한 이러한 유전자 집단은 여러 요인으로 인해 서로 섞이지 못할 수 있으며 이런 경우 한 유전자 집단과 다른 유전자 집단 안의 유전적 변이는 서로 다른 방향으로 가게 될 가능성이 높다. 서로 다른 선택압이 가해진 두 유전자집단은 충분한 시간이 흐른 후 다시 유전적으로 섞일 수 없게 되며, 이렇게 된 경우를 '종의 분화'라고 표현한다.

## 현대 진화 이론
여러 생물학 분야에서 연구·종합한 현대 진화 이론은 대략 다음과 같다.
1. 모든 진화 현상은 유전 기제와 자연 현상의 관찰을 통하여 설명할 수 있다.
2. 진화는 점진적인 과정을 통하여 이루어진다. - 진화는 소규모의 유전자 변이의 발생과 자연선택이 지속된 결과다. 생물 종 사이 불연속성은 진화가 도약적으로 이루어졌기 때문이 아니라 지속적인 종분화와 멸종 등에 의한 것이다.
3. 진화가 일어나게 하는 가장 큰 요인은 자연선택이다. 어느 집단의 발현형질이 환경에 적합하다면 그와 관련된 유전자가 계속하여 유전될 것이다. 테오도시우스 도브잔스키가 제시한 유전자 부동 역시 진화의 원인이 된다. (중립 진화 이론을 참조할 것)
4. 생물 집단 사이에 존재하는 유전자 다양성은 자연 선택이 이루어질 수 있는 바탕이 된다.
5. 고생물학의 연구 결과 생물 진화의 역사에서 진화의 속도가 변화하며, 속도가 빠른 시기와 느린 시기가 번갈아 가며 발생하였다는 것을 알 수 있다. 다만 여기서 속도가 빠르게 진행되는 시기의 시간대에서의 진화는 점진적으로 이루어지며, 이 점진성 역시도 같은 속도로 진행되는 것이 아니라 변화의 영향을 받는다. (단속평형이론을 참조할 것)

## 같이 보기
- 비교해부학
- 진화 연산
- 양적유전학
- 품종개량
- 분류학
- 진화발생생물학